# 紫の炎
『紫の炎』（むらさきのほのお、原題: Burn）は、イングランドのロック・バンド、ディープ・パープルが1974年に発表した8作目のスタジオ・アルバム。  

## 解説
イアン・ギランとロジャー・グローヴァーに代わって、無名の新人デイヴィッド・カヴァデール（ヴォーカル）とトラピーズのグレン・ヒューズ（ベース、ヴォーカル）を迎えて活動を始めた第3期ディープ・パープルが初めて録音したアルバムである。新加入の二人が持つブルースロックなどの音楽性と、バンドが元々持っていたルーツ・ロックやクラシック音楽の音楽性が一体となった本作は、発表後の1974年4月に出演したカリフォルニア・ジャムの成功もあって、世界的なヒット・アルバムとなった。
発表当時、全8曲の収録曲の作者は、特記した「セイル・アウェイ」、「ミストゥリーテッド」、「"A" 200」を除いてリッチー・ブラックモア、ジョン・ロード、イアン・ペイス、カヴァデールとされ、ヒューズは名を連ねていなかった。これはトラピーズが所属していたレコード会社と結んでいた契約の為で、30周年記念盤では彼の名前は特記した3曲を除く全曲に掲載された。
「紫の炎」はシングル・カットされてヒットし、コンサートのオープニングとして「ハイウェイ・スター」に代わって採用された。この曲はジョージ・ガーシュインの「魅惑のリズム（Fascinating rhythm）」に似ていると指摘されたが、ブラックモアは流用や盗作を明確に否定している。
「ミストゥリーテッド」はブラックモアがディープ・パープル脱退後に結成したレインボーのコンサートの定番曲となり、ライブ・アルバム『レインボー・オン・ステージ』にも収録された。

## 収録曲
1. 紫の炎 - "Burn" - 6:05
2. テイク・ユア・ライフ - "Might Just Take Your Life" - 4:36
3. レイ・ダウン、ステイ・ダウン - "Lay Down, Stay Down" - 4:15
4. セイル・アウェイ - "Sail Away" - 5:48 (Blackmore, Coverdale)
5. ユー・フール・ノー・ワン - "You Fool No One" - 4:47
6. ホワッツ・ゴーイング・オン・ヒア - "What's Goin' on Here" - 4:55
7. ミストゥリーテッド - "Mistreated" - 7:25 (Blackmore, Coverdale)
8. "A" 200 (インストゥルメンタル) - ""A" 200" - 3:51 (Blackmore, Lord, Paice)

## 演奏者
- リッチー・ブラックモア - ギター
- デイヴィッド・カヴァデール - リード・ボーカル
- グレン・ヒューズ - ベース・ギター、バッキング・ボーカル
- ジョン・ロード - キーボード
- イアン・ペイス - ドラムス